# 有限交集性质
在点集拓扑学中，有限交集性质是集合 X 的子集的集合（子集族，即幂集{\displaystyle P(X)} 的子集）的性质。一个集合有这个性质如果这个集合的任何有限个子集的交集为非空。

## 定义
设 {\displaystyle X} 是集合，带有 {\displaystyle A=\{A_{i}\}_{i\in I}} 是 {\displaystyle X} 的子集族。则集合 {\displaystyle A} 有有限交集性质（fip），如果任何有限子集合 {\displaystyle J\subset I} 都有非空交集 {\displaystyle \bigcap _{i\in J}A_{i}}。

## 讨论
这个条件被平凡的满足，如果在整个搜集上的交集非空（特别是如果这个搜集自身是空的）；它还被平凡的满足，如果这个搜集是嵌套的，这意味着对于任何有限子搜集，这个子搜集的特定元素被包含在这个子搜集的所有其他元素中，比如嵌套的区间序列
(0, 1/n)。
有限交集性质可用于公式化紧致性的可供替代的定义：一个空间是紧致的，当且仅当所有满足有限交集性质的闭集的搜集自身都有非空交集。。这个紧致性的公式化用于吉洪诺夫定理和实数的不可数性的一些证明中。

## 例子
例如滤子通过定义有有限交集性质。

## 定理
设 {\displaystyle X\neq \emptyset }, {\displaystyle F\subseteq 2^{X}}，F 有有限交集性质。则存在一个 {\displaystyle F^{\prime }} 超滤子（在 {\displaystyle 2^{X}} 中）使得 {\displaystyle F\subseteq F^{\prime }}。详细证明参见 。

## 变体
集合族 A 有强有限交集性质(sfip)，如果所有 A 的有限子集合族有有限交集。

## 引用
1. ↑  . PlanetMath.
2. ↑  Csirmaz, László and Hajnal, András: Matematikai logika. Eötvös Loránd University, Budapest, 1994. (online available, in Hungarian （页面存档备份，存于）)

- . PlanetMath.